# Ulkebøl

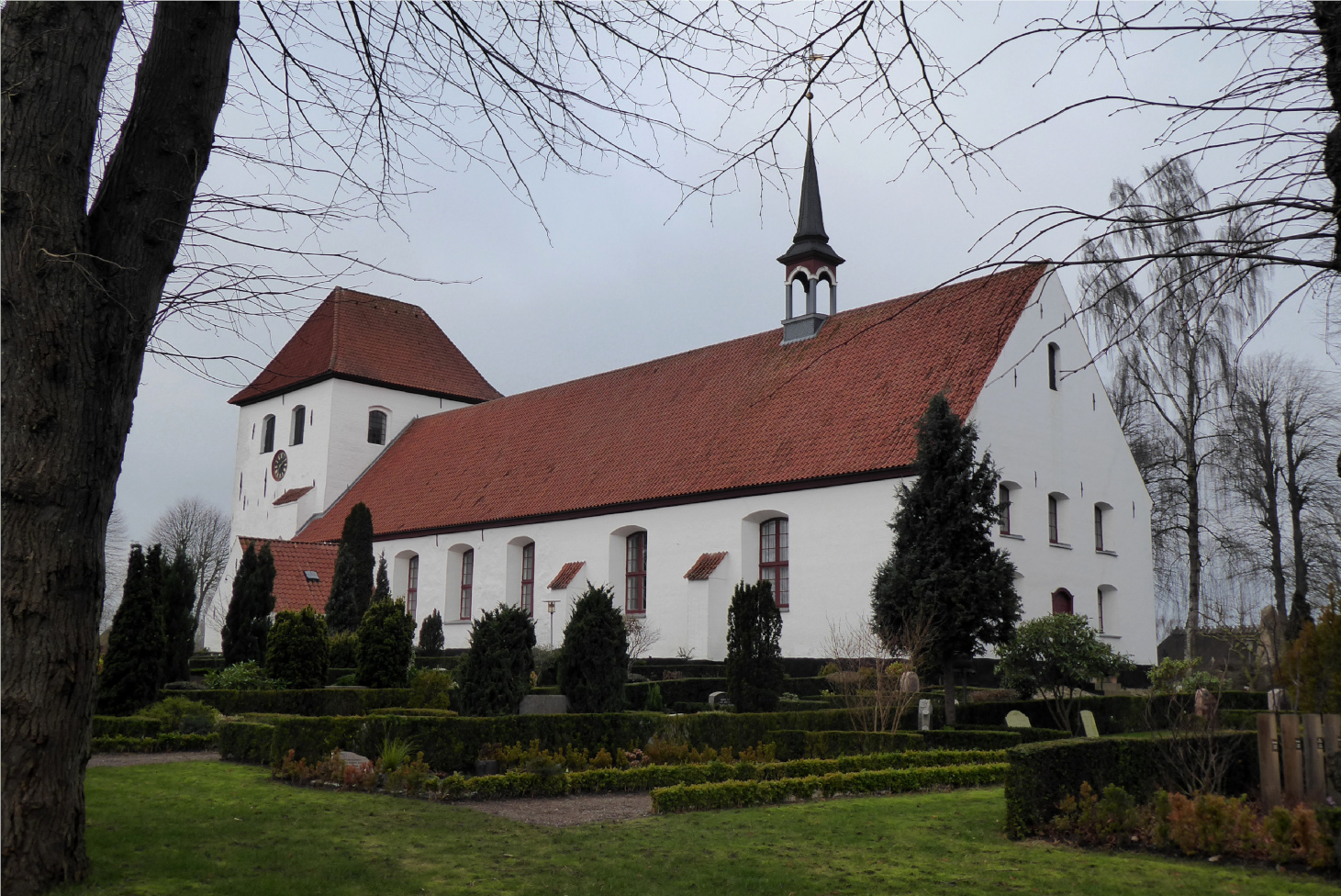
Ulkebøl Kirke (2020)

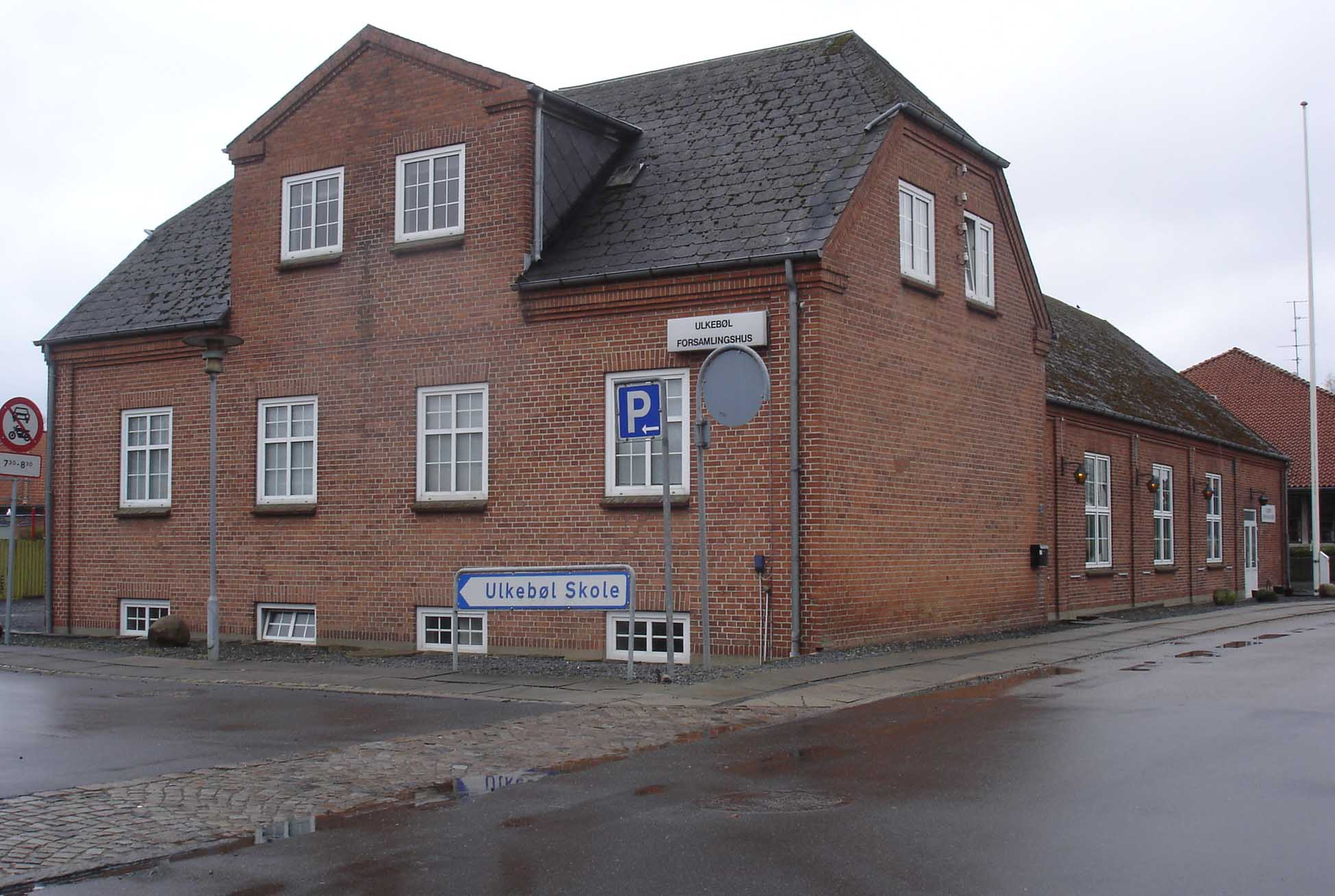
Ulkebøl Versammlungshaus

Ulkebøl (deutsch: Ulkebüll) ist ein Stadtteil von Sønderborg (deutsch: Sonderburg), etwa drei Kilometer nordöstlich des Zentrums. Die Stadt Sønderborg hat 27.801 Einwohner (Stand: 2019) und gehört zur Region Syddanmark. Der Stadtteil gehört zur Kirchspielgemeinde Ulkebøl Sogn, die bis zur Kommunalreform im Jahr 1970 eigenständig war. Die Kirche des Stadtteils, Ulkebøl Kirke, stammt aus dem 13. Jahrhundert und ist Sonderburgs älteste Kirche. Sie liegt im Osten Ulkebøls.

## Einrichtungen
In Ulkebøl befinden sich die Schule Ulkebøl, die Ulkebøl-Hallen, das Versammlungshaus, eine Bibliothek und ein kleines Einkaufszentrum, das Ulkebøl Center.

## Geschichte
Das damalige Dorf Ulkebøl erstreckte sich von der Kirche aus in Richtung Nordwesten zum See Ulkebøldam. Das Gebiet östlich der Kirche trägt den Namen Spang (deutsch: Steg). Der Name des Gebiets bezieht sich vermutlich auf die Passage von Vadbæk. Diese verlief zu früheren Zeiten durch ein Sumpfgebiet in Richtung des Spanger Noors, welches Teil des Augustenborg Fjords ist. Auf alten Karten Ulkebøls sind zudem Deiche zu erkennen, die errichtet wurden, um das Gebiet abzusichern.

### Bahnhof Spang

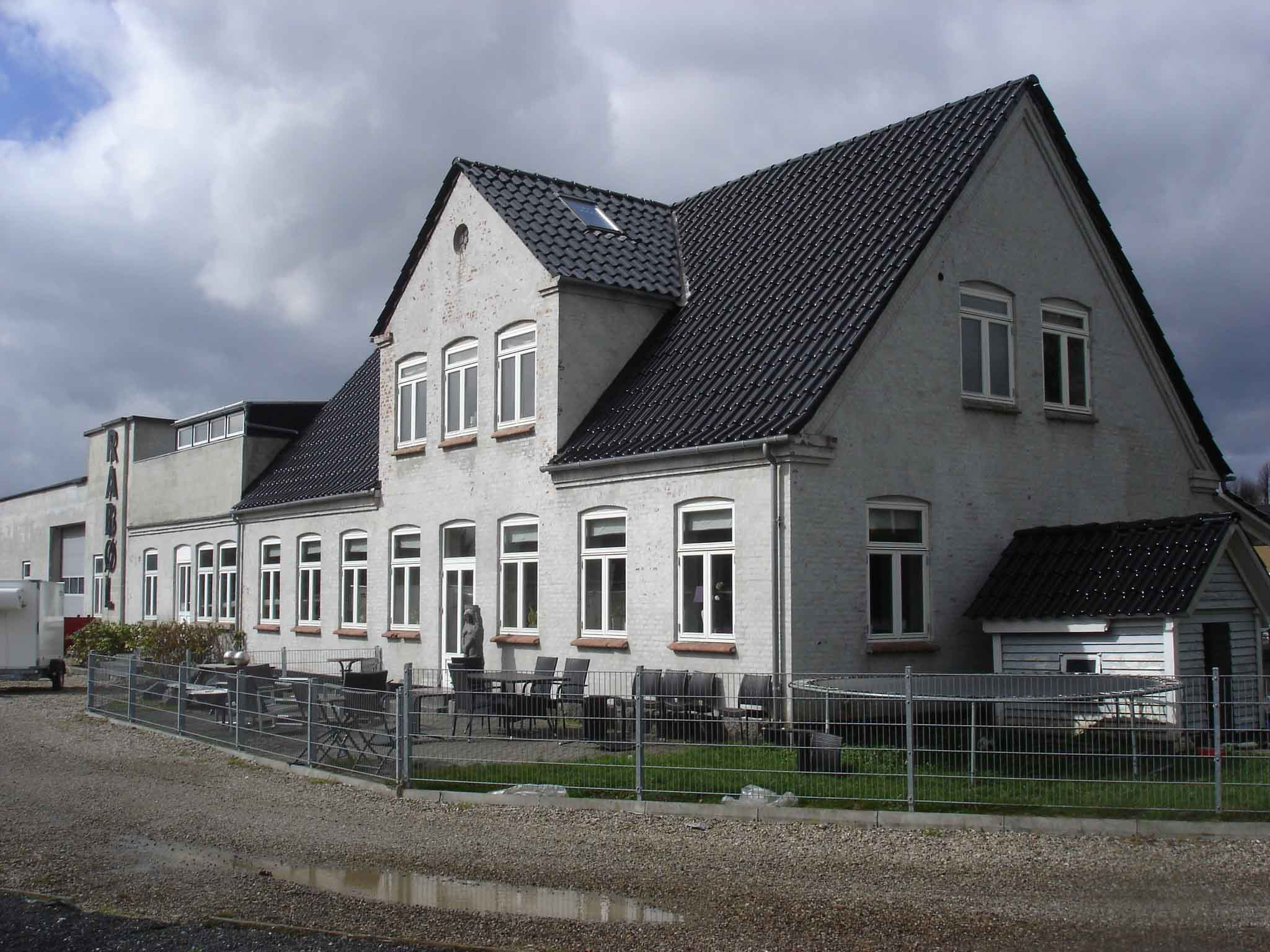
Ehemaliges Bahnhofsgebäude Spang

Die 1898 gegründete Kreisbahn auf Alsen errichtete einen Haltepunkt im Gebiet Spang. Im Jahr 1914 entwickelte sich dieser Haltepunkt zu einem Bahnhof, als sich dort ein Kaufmannsladen mit Wartehalle und Fahrkartenverkauf ansiedelte, wie es an den Haltestellen der deutschen Kleinbahnen bereits üblich war.
Der Bahnhof hieß Spang-Ulkebüll, wurde im Zuge der Volksabstimmung im Jahr 1920 jedoch in Spang umbenannt. Als die Schmalspurbahnen im Jahr 1933 stillgelegt und eine normalspurige Staatsbahn zwischen Sonderburg und Mommark errichtet wurden, blieb der Bahnhof Spang erhalten, jedoch mit einem neuen und kleineren Bahnhofsgebäude. Beide Bahnhofsgebäude sind erhalten und befinden sich heute an der Straße Spang.
Die Bahnstrecke wurde 1962 stillgelegt. Ihre Trasse blieb als Rad- und Wanderweg erhalten, der in Richtung Südwesten durch Sonderburgs Stadtteil Sundsmark zur Grundtvigs Allée und in Richtung Osten durch die Straße Spang Vade zum Stadtteil Vollerup führt.